# 貓空纜車

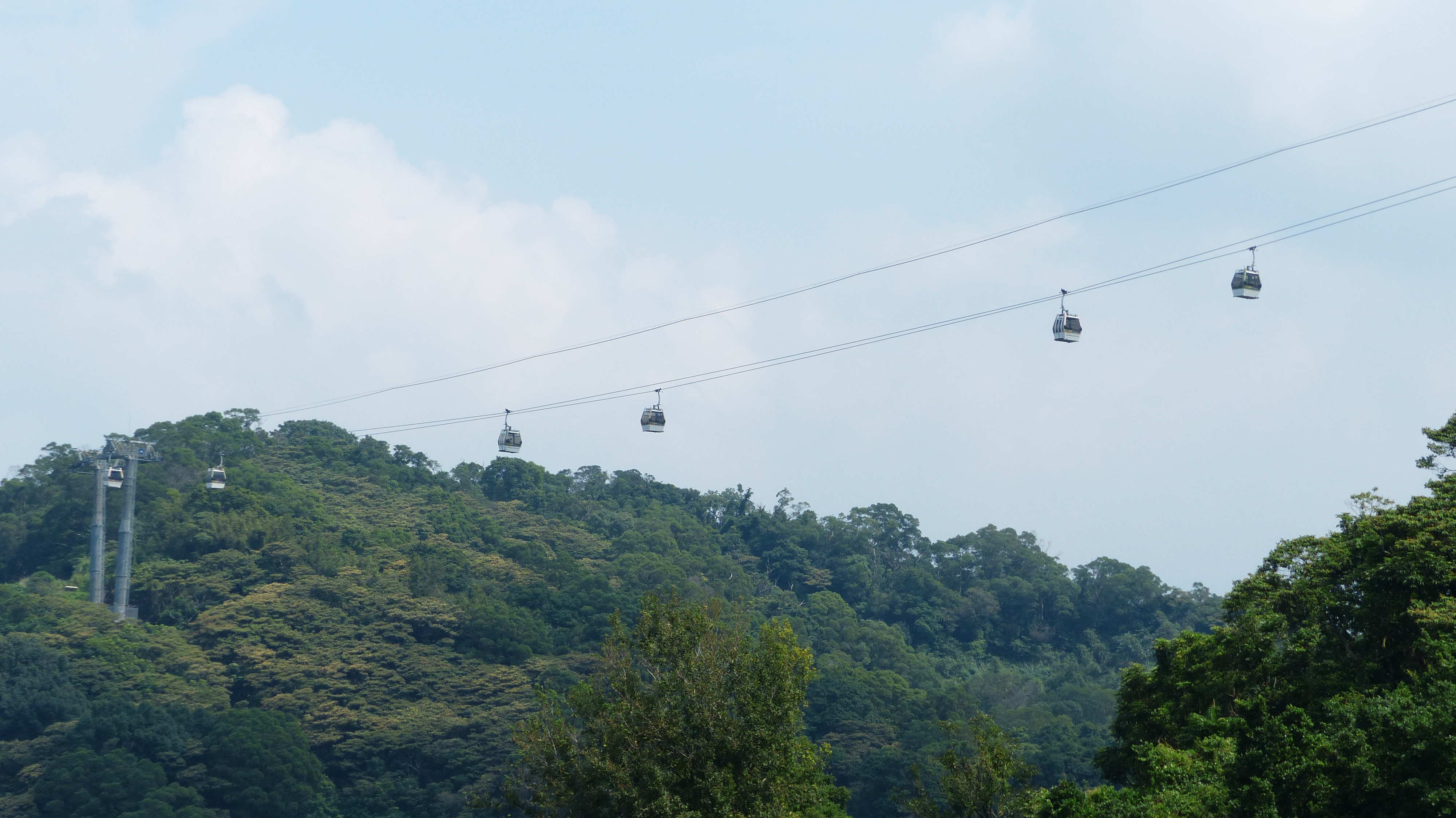
貓空纜車線路

貓空纜車是於2007年7月4日啟用的架空索道，位於臺灣臺北市文山區，由臺北捷運公司負責營運。路線從木柵地區臺北市立動物園西南側起，至貓空地區，全長4.03公里，共設有4站提供上下車服務。貓空纜車為台北市首座觀光休憩纜車，同時亦是臺灣最長、首座具有大眾運輸性質的纜車。
2008年9月24日，薔蜜颱風侵台，造成第16號塔柱地基嚴重流失，經土木、結構、大地、水土保持四大技師公會鑑定後有安全顧慮而停駛，直至2010年3月才恢復正常營運。在停駛期間，新增設貓空纜車服務中心，另設置貓纜動物園站前大型動物造型音樂鐘、車站附近的景觀水舞噴泉等。

## 歷史

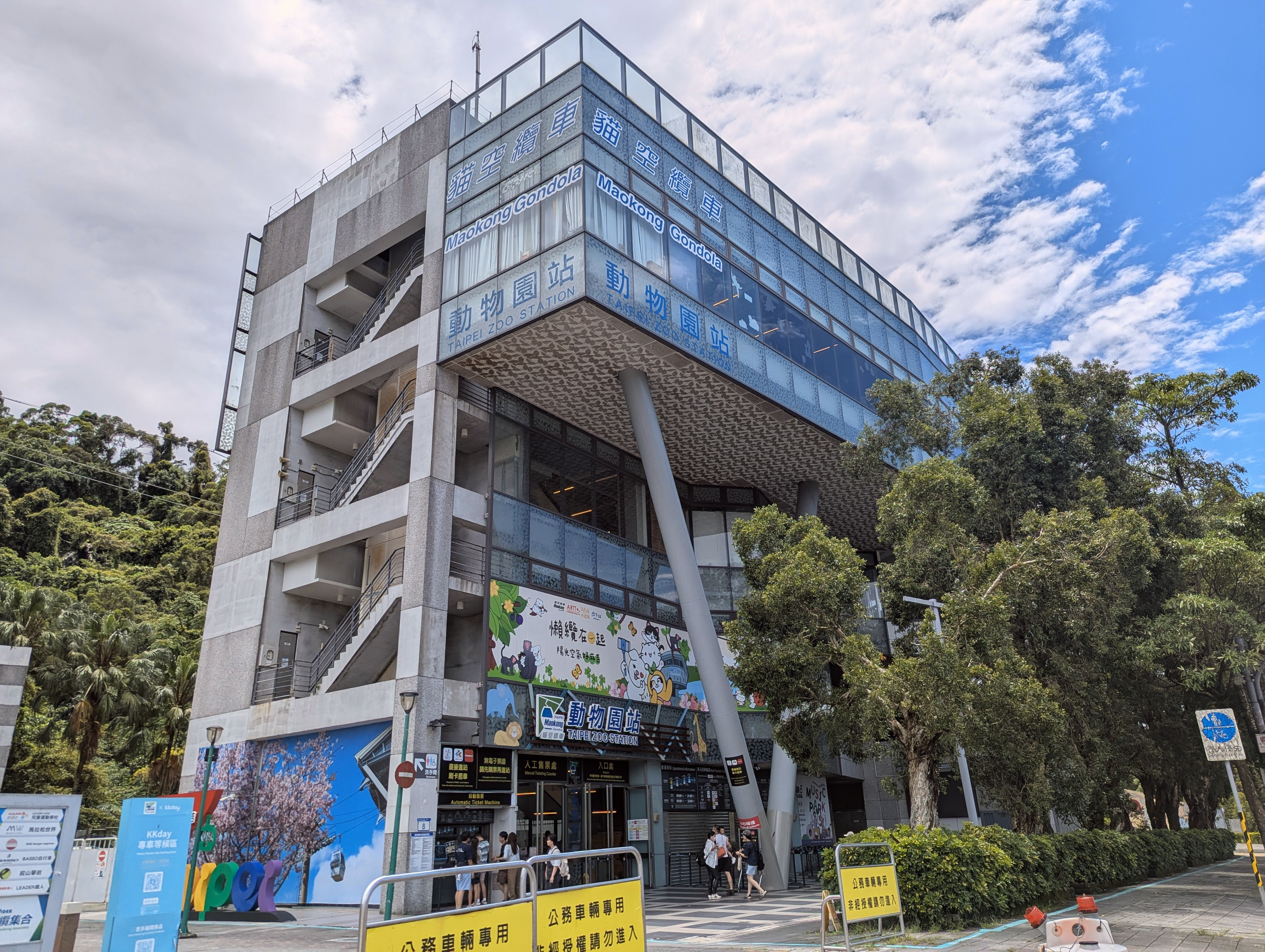
起點站動物園站

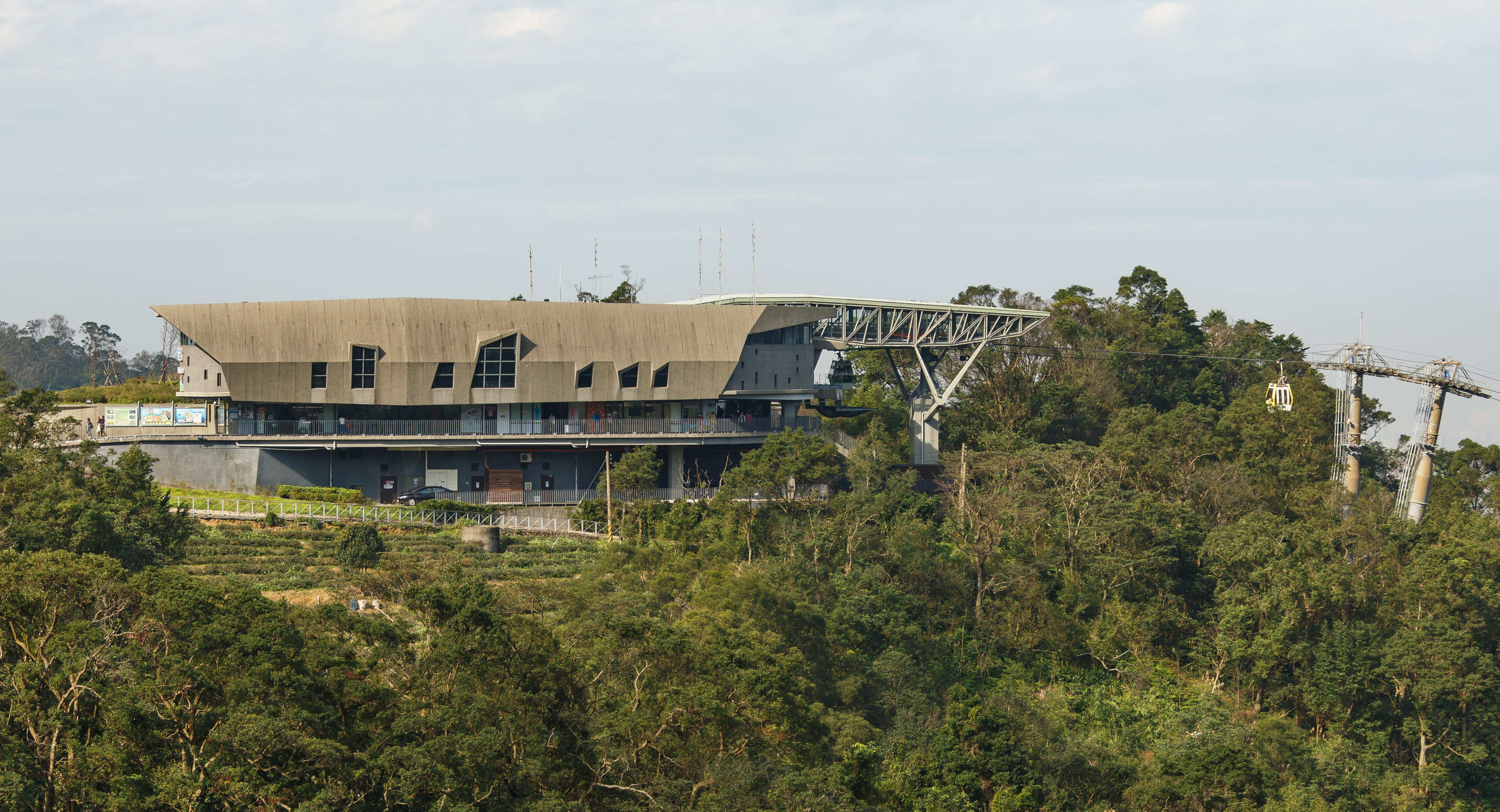
终点站貓空站

- 2004年4月9日，臺北市政府交通局提出報告，將貓空纜車定位為發展地區休閒遊憩活動為主的運輸工具，將設置動物園、指南宮與三玄宮等3個車站，預計2006年開始營運[4]。
- 2005年11月10日，貓空纜車開工興建[5]。
- 2006年中，時任臺北市長馬英九曾數度要求貓空纜車於年底其卸任前通車營運。[6][7]
- 2007年7月4日，貓空纜車正式通車營運。但啟用當日曾多次停機，造成受邀乘車貴賓因停機被困在悶熱車廂中長達十餘分鐘[8]，並於翌日下午受落雷影響而因安全因素一度停駛了一個多小時[9]。
- 2007年7月21日下午，貓空纜車因皮帶驅動輪故障，發生嚴重的停擺事故，合計322名乘客被困在半空中車廂內長達2小時[10]。
- 2007年7月22日，消基會建議全面暫停營運，並進行安全總體檢[11]。
- 2007年7月24日，學者建議貓纜可配合台北市立動物園休園時間，於每週一暫停營運，以便檢測設備[12]。
- 2007年7月30日起，由於營運初期發生多次機械故障事件，貓空纜車每週一停止營運，以進行例行性維修。
- 2007年10月22日至10月29日，停止營運，進行纜繩維修作業[13]，並已經於10月30日恢復營運[14]，此次主要是將纜線裁減約5.5公尺，以維持纜線繩索的張力。
- 2008年7月1日，搭乘貓空纜車累計500萬人次[15]。
- 2008年9月28日至9月29日，薔蜜颱風侵襲台灣[16][17]。造成「政大御花園」社區上方嚴重坍塌，山區另一側新光路二段74巷附近也有大片崩塌，且兩處塌陷處分別距離上方貓纜16號及15號塔柱只有十餘公尺[18]。
- 2008年10月1日宣佈下午三點起，貓纜停駛一個月，待安全沒問題才復駛，2007年7月4日至2008年10月1日營運期間，共617萬餘人次搭乘[19]。
- 2008年10月17日，四大技師公會的評估指出，貓纜於半年內無法營運[20]。
- 2008年11月9日，第16號塔柱基座掏空持續擴大，居民要求儘速遷移塔柱[21]。
- 2008年12月4日，第20號塔柱基座被發現也有掏空情況[22]。
- 2008年12月12日，四大技師公會的鑑定報告建議，優先遷移貓纜16號塔柱，同時，所有塔柱需通盤安檢[23]。
- 2009年1月23日，時任臺北市長郝龍斌召開記者會，公布市政府政風處貓纜調查報告，確認過去的規劃、施工及驗收過程中實有疏失；11人移送監察院，16號塔柱確定要遷移，最快年底完工。[24][25][26]
- 2009年4月21日，貓纜第16塔柱地基掏空，被懷疑偷工減料[27]。
- 2010年3月4日，臺北市政府辦理復駛履勘檢查作業，經過11位學者專家一整天的檢查，檢查結果為：營運前改善事項計3項，一般改善事項計6項，建議參考事項計14 項。經過工程單位及營運單位進行改善，於完成復駛營運前改善事項，並經委員確認後，即可通車營運[28]。
- 2010年3月18日，時任臺北市長郝龍斌宣布貓空纜車於3月30日正式復駛，而自3月23日至3月28日起連續六天，每天開放一萬人次免費搭乘[29]。
- 2010年3月21日，捷運公司公佈復駛細則[30]。
- 2010年3月28日，免費搭乘活動到當天結束，連續6天的運輸成果是超過10萬2,000人次親臨體驗[31]。
- 2010年4月7日，貓空纜車T15塔柱傾斜盤監測儀器發出警訊，但經技師及安裝監測設備專業廠商研判分析並確認，該警訊為誤警訊，T15塔柱並未出現異常情形[32]。
- 2010年4月9日，貓空纜車復駛一週，累計運量超過10萬人次[33]。
- 2010年4月9日，貓空纜車系統於晚間20時9分，發生纜索偵測警訊停機4分5秒，所幸所有旅客安全無虞並未受困，於晚間20時50分恢復正常營運[34]。
- 2010年4月29日，貓空纜車復駛日至當日，累計運量27萬人次[35]。
- 2010年11月2日，增加改裝1～10、138～147共20輛「貓纜之眼」水晶車廂上線服務民眾，編號頭尾各取10個車廂，每輛限載5人，平均每5分鐘就有一台水晶車廂，營運初期以原票價嘉惠民眾[36]。
- 2010年11月5日，再增加11～15、133～137共10輛「貓纜之眼」水晶車廂上線服務民眾，共計有31輛貓纜之眼上線，平均每2~4分鐘就有一台水晶車廂[37]。
- 2011年8月20日，搭乘貓空纜車累計1,000萬人次。捷運公司為此於8月23日至26日舉辦一系列慶祝活動。[38]
- 2016年2月1日票價調整[39]
- 2021年8月22日至9月12日間，調整平日營運時間為上午11時至下午5時、假日為上午10時至晚間9時。另每週一、週二暫停營運進行相關換纜工程先期整備作業。[40]
- 2021年9月13日貓空纜車纜索更換 ，換纜暫停營運，2021年12月12日14時恢復營運[41]。
- 2025年6月16日到2025年6月30日貓空纜車年度檢修作業，暫停營運，7月1日恢復正常營運。

## 纜車系統

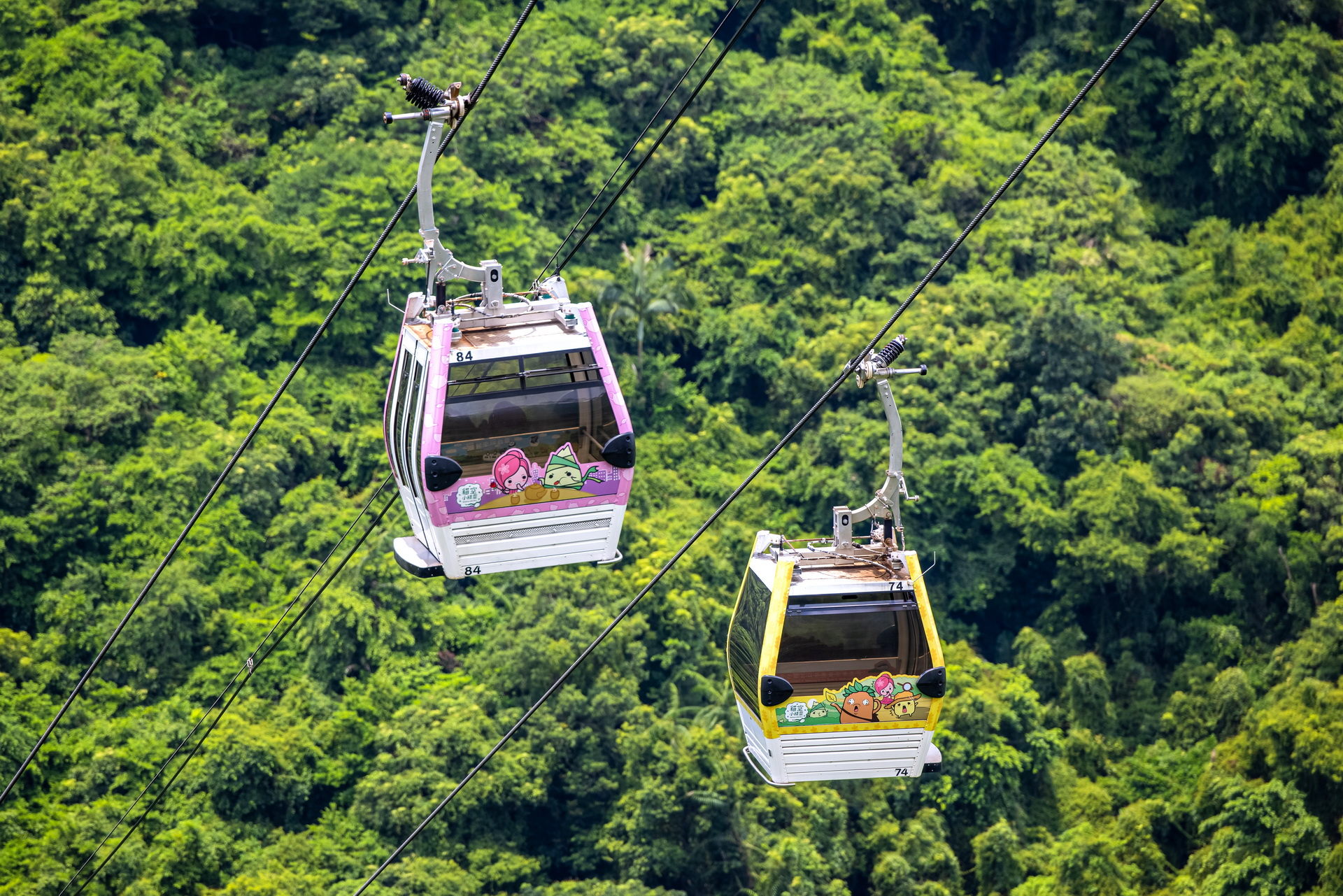
貓空纜車的車廂

貓空纜車採用法國POMA公司生產的單線自動循環式纜車系統，總造價10.8億新台幣，具有高運輸能量、較低單位運輸成本之特性。纜車普通車箱116部、水晶車廂其中被改造的編號為1～15、66、133～147共31部（66號車廂成為第一台水晶車廂試水溫，因諧音六六大順，其它頭尾編號各取15個車廂），共有147部（含3部備用），轉角二站以及貓空站各有70台的儲車空間。每車至多可載8個人，水晶車廂因玻璃底部強化因素，重達200多公斤，基於安全考量，至多僅可載5人。估計每小時單向最高運量可達2,400人，最高運行速度為每秒6公尺，單程行車時間約17分鐘，而由於沿線鄰居對噪音的反感，現階段運行秒速每秒5公尺。全線呈現 L 型，設有25個墩座共34支單柱鋼管支柱。供電方式採用雙迴路設計，當其中一條迴路發生故障時，可自動切換至另一條迴路供電，以維持纜車正常運作。
其他採用POMA公司纜車系統之纜車尚有遠雄海洋公園纜車及中國大陸張家界武陵源天子山纜車。

## 路線
目前貓空纜車通車路段為動物園站至貓空站共六站（4座車站，2座轉角站），路線略呈7字型，依序為動物園站、轉角一站、動物園南站、轉角二站、指南宮站與貓空站，其中轉角一站與轉角二站不提供上下客服務。
原始規劃中曾有兩條遠期計畫路線，一條東北向延伸，跨越景美溪到福德坑環保復育公園；一條向西北向延伸到老泉里，經樟山寺到恆光橋。不過後續台北市政府宣布，沒有將貓空纜車延伸的規劃案。

## 車站
| 編號     | 名稱     | 名稱 | 站體型式 | 所在地 | 所在地 | 交會路線                           |
| 編號     | 中文     | 英文 | 站體型式 | 所在地 | 所在地 | 交會路線                           |
| -------- | -------- | ---- | -------- | ------ | ------ | ---------------------------------- |
| 貓空纜車 |          |      |          |        |        |                                    |
| 1        | 動物園   |      | 高架     | 臺北市 | 文山區 | 文湖線 · 環狀線 · 新北捷運深坑輕軌 |
| 不適用   | 轉角一   |      | 高架     | 臺北市 | 文山區 | 不適用                             |
| 2        | 動物園南 |      | 高架     | 臺北市 | 文山區 | 不適用                             |
| 不適用   | 轉角二   |      | 高架     | 臺北市 | 文山區 | 不適用                             |
| 3        | 指南宮   |      | 高架     | 臺北市 | 文山區 | 不適用                             |
| 4        | 貓空     |      | 高架     | 臺北市 | 文山區 | 不適用                             |

## 圖片集

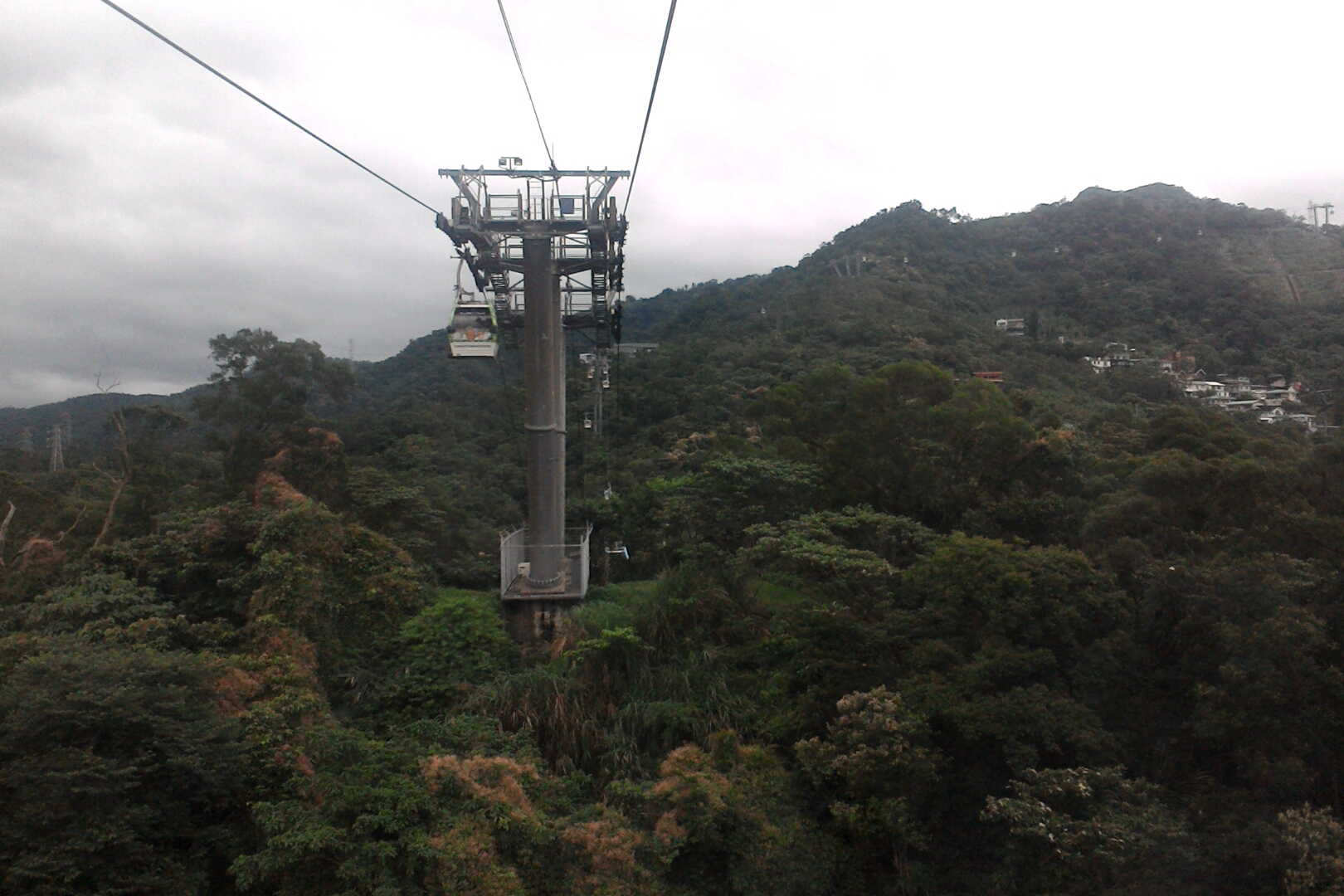
轉角一站到動物園南站間。
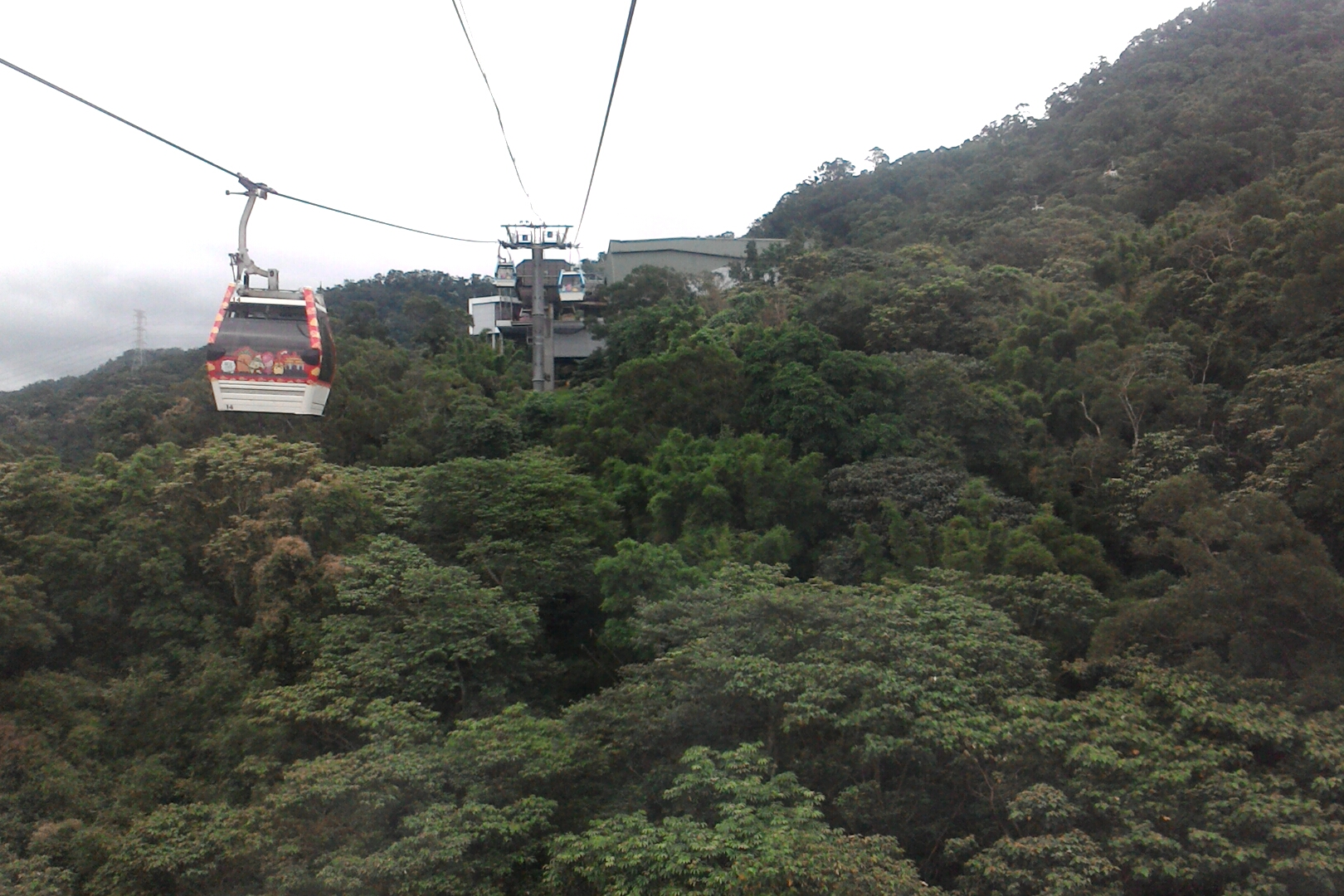
動物園南站到轉角二站間。
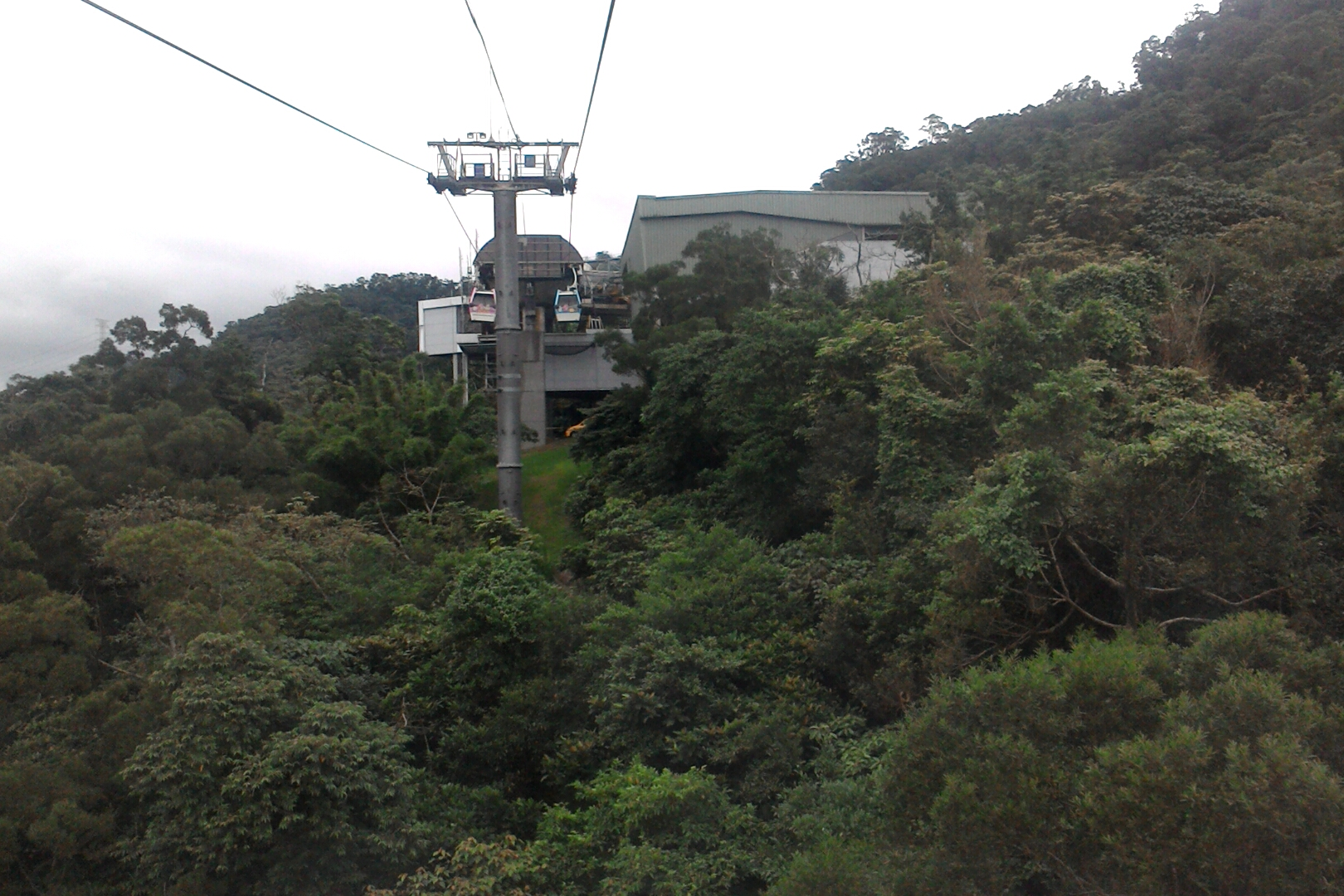
轉角二站。
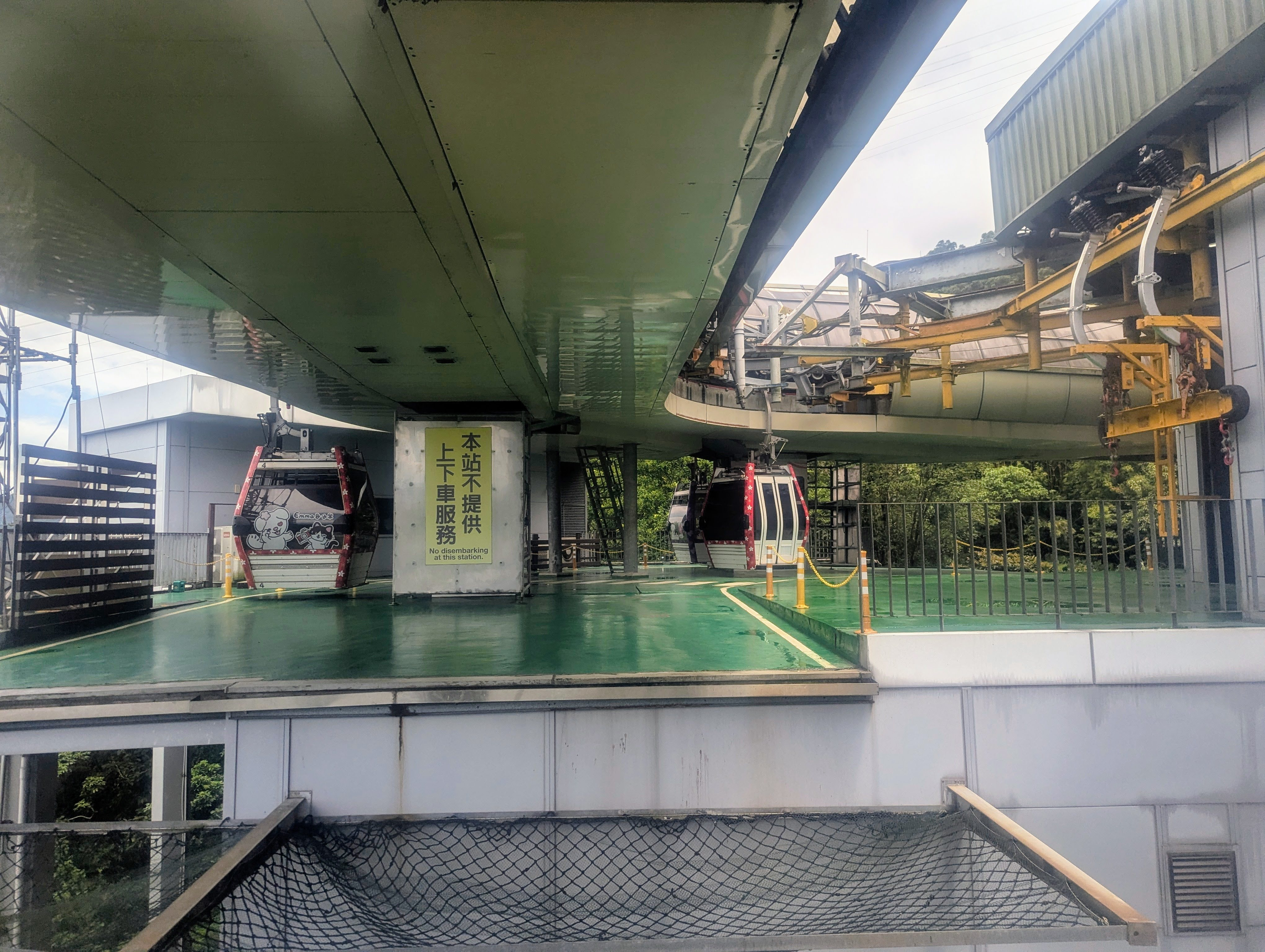
轉角二站內。